# You and Your Heart
You and Your Heart è un singolo del cantautore statunitense Jack Johnson, pubblicato nel 2010 ed estratto dal suo quinto album in studio To the Sea.

## Classifiche
| Classifica (2010) | Posizione raggiunta |
| ----------------- | ------------------- |
| Australia         | 94                  |
| Canada            | 39                  |
| Stati Uniti       | 20                  |